# Uppsala universitets myntkabinett

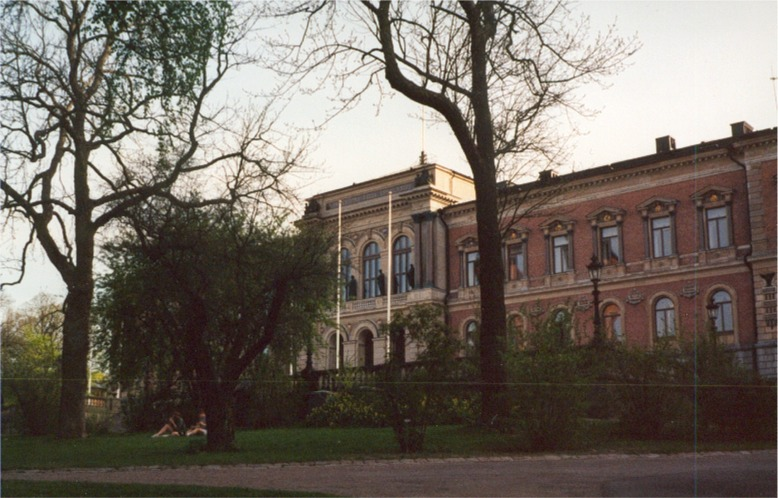
Universitetshuset, beläget ovanför Universitetsparken.

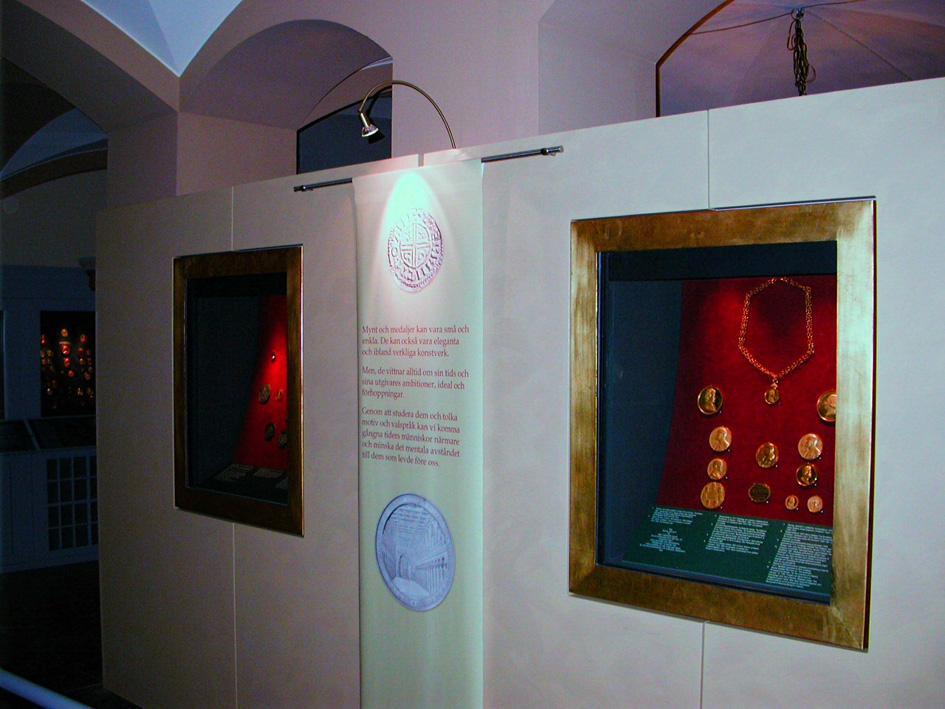
Uppsala universitets myntkabinett.

Uppsala universitets myntkabinett är ett av endast ett knappt dussin aktiva universitetsmyntkabinett i världen. Myntkabinettet är beläget i Universitetshuset i Uppsala.

## Historia
Samlingens historia går tillbaka till 1600-talet. Till de första föremålen som kom till samlingen hör de mynt och medaljer som följde med det Augsburgska konstskåpet, som skänktes till universitetet 1694. Sedermera kompletterades samlingarna genom flera viktiga donationer, bland annat av drottning Lovisa Ulrika och Carl Didrik Ehrenpreus. Den första numismatiska avhandlingen vid Uppsala universitet tillkom redan år 1679. Sedan dess har det skrivits ett femtiotal avhandlingar i numismatik och penninghistoria.
Bland föreståndarna för Uppsala universitets myntkabinett märks Evald Ziervogel, Erik Götlin, Johan Henrik Schröder, Carl Säve, Harald Hjärne, Erik Gren, Harald Nilsson och Hendrik Mäkeler.

## Utställningar
Verksamheten är i första hand inriktad på att stödja forskning och utbildning vid Uppsala universitet. Därför finns enbart en synnerligen representativ bråkdel av samlingarna att beskåda i utställningar. Forskningens senaste rön presenteras för allmänheten i samband med guidade visningar som hålls under de normala öppettiderna.

## Samlingar
Uppsala universitets myntkabinett samlar och arkiverar objekt som vittnar om världens alla penningsystem, från myntningens uppkomst under 600-talet före Kristus fram till dagens digitala valutor. Samlingarna omfattar idag drygt 40 000 föremål.

## Digitalisering
Uppsala universitets myntkabinett är idag den enda statliga myntsamlingen i Sverige som publicerar sina samlingar på internet genom Alvin - portal för kulturarvssamlingar. Samlingarna kan på så sätt användas av både forskare, myntsamlare och den intresserade allmänheten –
dygnet och världen runt. Målet är att de samlingarna som finns i Uppsala universitets myntkabinett i sin helhet ska bli lättillgängliga för allmänheten.

## Publikationer
Uppsala universitets myntkabinett publicerar två serier, dels Studia Numismatica Upsaliensia (tryckta böcker) och dels Uppsala University Coin Cabinet Working Papers (digitala publikationer i DiVA).